# De Bulgaarse lijn

De ligging van Bulgarije in Oost-Europa.

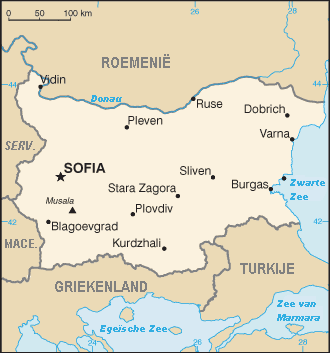
Overzichtskaart van Bulgarije.

De Bulgaarse lijn is een spionageroman van auteur Gérard de Villiers en is het 70e deel uit de S.A.S.-reeks met als protagonist de Oostenrijkse prins en freelance CIA-agent Malko Linge.

## Het verhaal
De Turkse scharrelaar Bécik Galata komt door een telefoonbom om het leven vlak voordat hij de CIA kan informeren over de opdrachtgevers van de mislukte aanslag op Paus Johannes Paulus II en is gepleegd door de Turk Mehmet Ali Ağca.
De CIA ontdekt dat de Bulgaarse geheime dienst mogelijk de hand heeft gehad in de mislukte aanslag, en zij vermoedt dat de KGB de aanslag heeft ondersteund.
Echter, naast Galata is ook zijn vrouw op de hoogte van welke organisatie de opdracht tot de aanslag heeft gegeven.
Stuk voor stuk komen alle personen die een verband tussen de Bulgaarse geheime dienst en de mislukte aanslag op de paus bloot kunnen leggen om het leven.
Malko vertrekt voor het verzamelen van inlichtingen naar Bulgarije. Achter het IJzeren Gordijn is Malko echter geheel op zichzelf aangewezen. Als de Bulgaarse geheime dienst of de KGB hem in handen krijgen dan rest hem slechts de dood of een levenslang verblijf in de goelag.

## Personages
- Malko Linge, een Oostenrijkse prins en CIA-agent;
- Bécik Galata, een Turkse scharrelaar;
- Mehmet Ali Ağca, een Turkse militant.